# Tenebroides sinuatus
Tenebroides sinuatus là một loài bọ cánh cứng trong họ Trogossitidae. Loài này được LeConte miêu tả khoa học năm 1861.